# Grimoaldo el Joven
Grimoaldo II (en francés: Grimaud) (muerto 714), llamado el Joven, fue mayordomo de palacio de Neustria desde 695. Fue el segundo hijo de Pipino de Heristal y Plectruda y su padre le situó en el cargo de mayordomo de palacio del reino de Neustria  en 695, cuando aún era joven.
Se casó con Teodesinda (o Teodelinda), hija de Radbod, Rey de los Frisios, y tuvo dos hijos: Teodoaldo y Arnoldo. Durante un viaje para visitar la tumba de san Lamberto en Lieja, fue asesinado por un tal Rangar, al servicio de su suegro. Sus hijos se embarcaron en una lucha para ser reconocidos como los auténticos herederos de Pipino de Heristal, ya que Grimoaldo murió antes que su padre y su medio hermano Carlos Martel usurpó las tierras y cargos de su padre.